# Adrianna Janowicz
Adrianna Janowicz (née le 6 avril 1995) est une athlète polonaise, spécialiste du 400 mètres.
Son record personnel est de 53 s 07 sur 400 m (le 14 juillet 2017 à Bydgoszcz).